# Rissoella alaskensis
Rissoella alaskensis är en snäckart som först beskrevs av Bartsch 1907.  Rissoella alaskensis ingår i släktet Rissoella och familjen Rissoellidae. Inga underarter finns listade i Catalogue of Life.